# Wenzel von Olmütz
Wenzel von Olmütz (ou Wenceslaus von Olomouc) était un graveur sur cuivre et un orfèvre de la fin du Moyen Âge, originaire de Moravie.

## Biographie

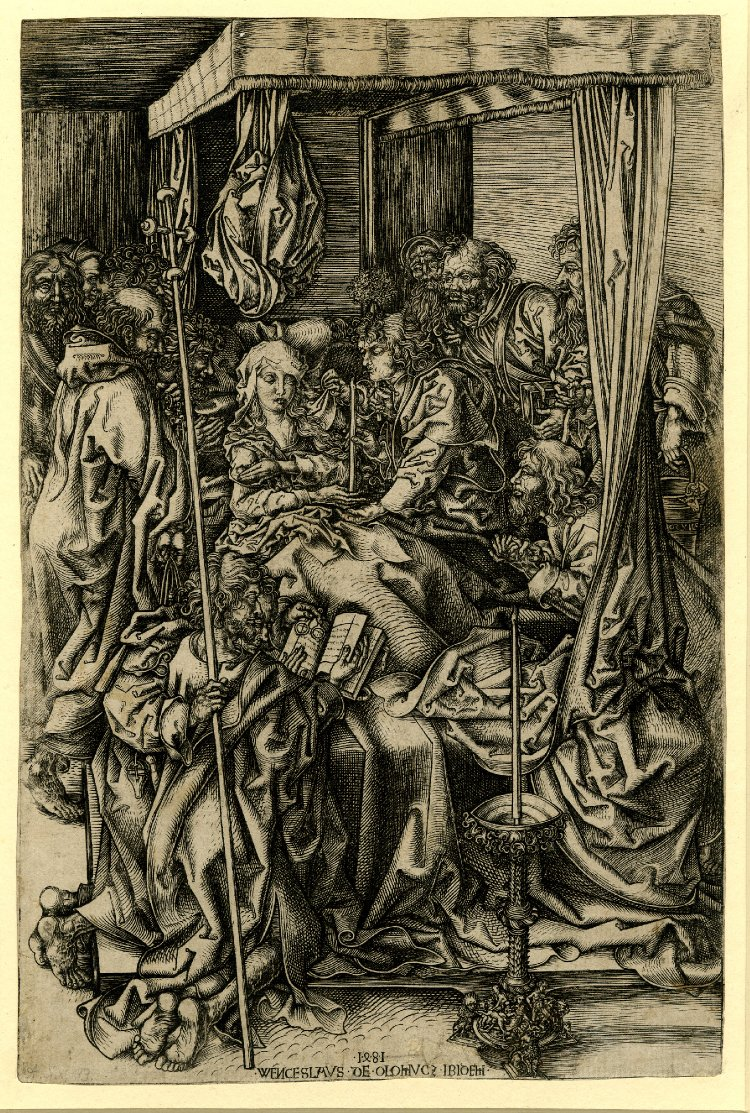
Wenzel von Olmütz d'après Martin Schongauer, La Mort de la Vierge, 1481, II/II, gravure sur cuivre au burin, Londres, British Museum.

Peu de choses sont connues sur la vie de Wenzel von Olmütz. Son nom complet comme son lieu d'activité, Olomouc, aujourd'hui en République tchèque, est déduit de l'inscription figurant au bas de sa copie d'après La Mort de la Vierge de Martin Schongauer : « ·WENCESLAUS · DE · OLOMUCZ · IBIDEM · ».
Son activité d'orfèvre, quant à elle, est déduite d'une inscription manuscrite — et probablement apocryphe — qui figure sur un des tirages de L'Homme de douleur (L. 21, Vienne, Albertina), également d'après Martin Schongauer : « Dieser stecher hat wenzel geheißen, ist ain goldschmit gewesen » (Ce graveur s'est nommé Wenceslas, et a été orfèvre).
Néanmoins, les recherches commanditées par Max Lehrs auprès des archives d'Olomouc durant l'entre-deux-guerres n'ont donné aucun résultat. Plus tard, celles de J. M. Fritz n'ont pas permis de déterminer la présence effective d'un orfèvre du nom de Wenzel dans cette ville.	

## Œuvre

### Œuvre gravé
L'œuvre gravé de Wenzel von Olmütz répertoriée par Max Lehrs compte 91 numéros. Pour la plupart, il s'agit de copies d'après des originaux par d'autres graveurs allemands contemporains, comme Martin Schongauer, le Maître du Livre de Raison ou encore Albrecht Dürer, exceptionnellement italiens avec la caricature de l'âne du pape en lien avec la Réforme.
Il copie ainsi une cinquantaine d'œuvres de Marin Schongaurer et reproduit au moins neuf cuivres de Dürer, sélectionnant de toute évidence les plus belles planches que celui-ci a réalisé avant 1500, telle La Vierge au singe.
Sa gravure sur cuivre Famille de Tsiganes est l'une des plus anciennes représentations de Tsiganes en Bohême et en Moravie.[réf. nécessaire]

#### Signature

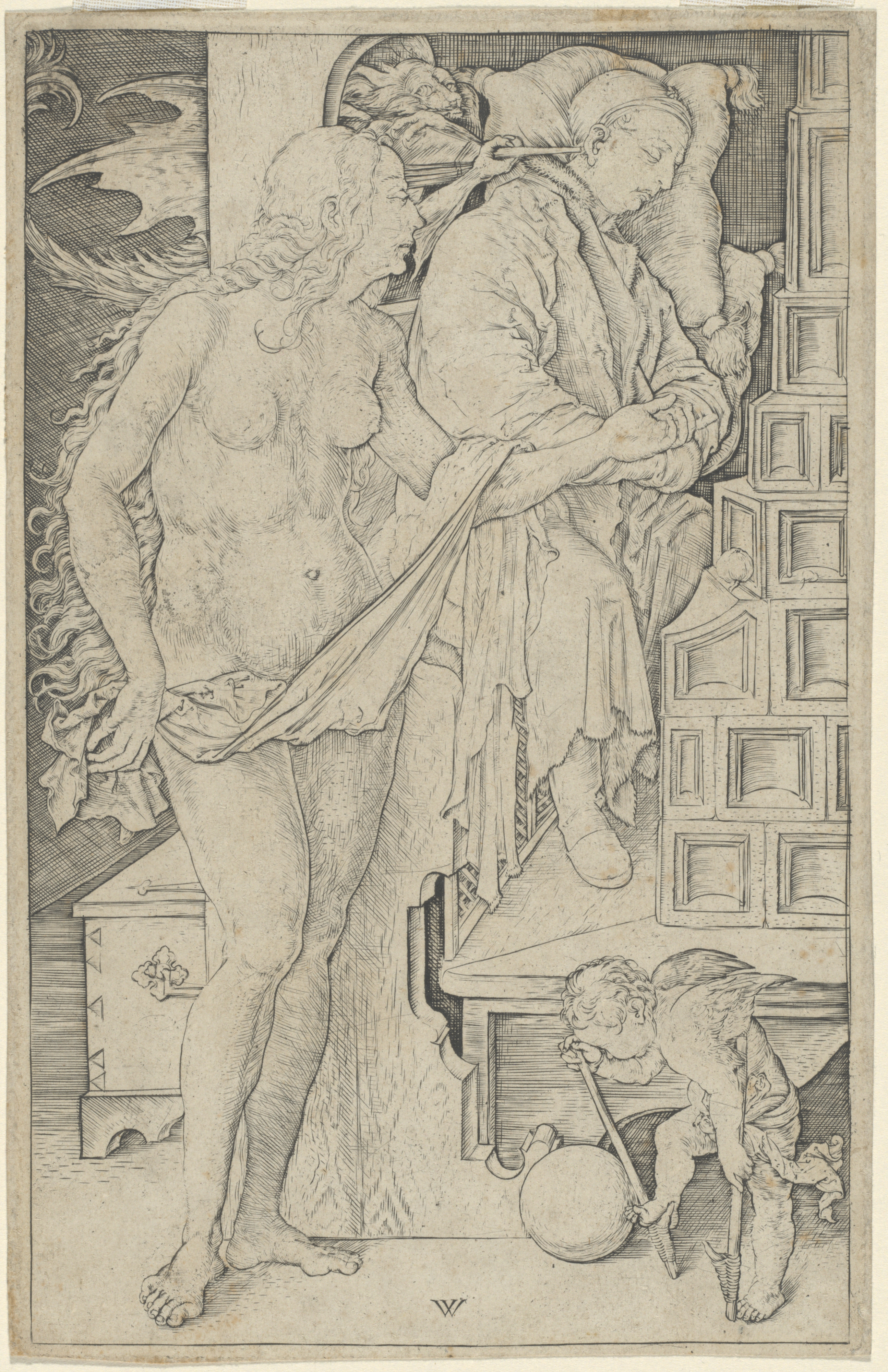
Wenzel von Olmütz, d'après Albrecht Dürer, Le Songe du docteur, Washington, National Gallery of Art.

La grande majorité des gravures de Wenzel sont signées d'un « w » en bas de la feuille, dans l'axe médian de la composition.
On a longtemps considéré cette marque comme étant celle de Michael Wolgemut, le maître de Dürer. Cette interprétation a parfois posé problème pour situer l'antériorité d'une gravure par rapport à sa copie, comme Johann Friedrich von Christ qui considérait, à la fin du XVIIIe siècle, que Dürer avait copié Le Songe du docteur d'après son maître Wolgemut, alors qu'il s'agit en réalité d'une copie de Wenzel von Olmütz d'après la composition de Dürer. C'est seulement les rapprochements stylistiques opérés par Adam von Bartsch entre la copie de La Mort de la Vierge d'après Schongauer — portant le nom complet du graveur —, et les autres feuilles marquées « w », qui ont permis de démontrer qu'il s'agissait de la même main.

#### Gravures de reproduction
Wenzel est parmi les premiers à avoir transposé en gravure des œuvres d'autres médias. Il copie ainsi deux scènes des volets de retable représentant les martyres des apôtres de Stefan Lochner, alors conservés dans l'église St. Laurenz de Cologne : Le Martyre de saint Barthélémy et Le martyre de saint André (L. 29-30). De ses copies on peut déduire un éventuel séjour du graveur dans la ville rhénane.

### Orfèvrerie
Ses gravures d'orfèvrerie et d'ornement sont considérées comme étant de sa propre invention (L. 79-91).

#### Entrées encyclopédiques
- (de) Joseph Eduard Wessely, « Olmütz, Wenzel von », dans Allgemeine Deutsche Biographie (ADB), vol. 24, Leipzig, Duncker & Humblot, 1887, p. 312-313.
- (de) Constantin von Wurzbach, « Wenzel von Olmütz », dans Biographisches Lexikon des Kaiserthums Oesterreich, vol. 55, Vienne, L. C. Zamarski (lire sur Wikisource, lire en ligne), p. 23.

#### Catalogues raisonnés
- Adam von Bartsch, Le peintre-graveur, vol. 6, Vienne, J. V. Degen, 1808, 416 p. (lire en ligne), p. 317-343.
- (de) Max Lehrs, Wenzel von Olmütz, Dresde, 1889.
- (de) Max Lehrs, Geschichte und kritischer Katalog des deutschen, niederländischen und französischen Kupferstichs im XV. Jahrhundert, vol. 6 : Martin Schongauer und seine Schule (2), Vienne, Gesellschaft für vervielfältigende Kunst, 1927 (lire en ligne), p. 178-280.
- (en) Fritz Koreny et Jane Campbell Hutchison (ed.), The Illustrated Bartsch. Early German artists vol. 9 : Israhel van Meckenem, Wenzel von Olmütz and monogrammists, New York : Abaris Books, 1981  (ISBN 089835000X).

#### Articles
- (de) Wilhelm Schmidt, « Wenzeslaus de Olomucz », Kunstchronik, vol. 22, no 12,‎ 1886-1887, p. 193-198 (lire en ligne).
- Aude Briau, « Face à leur modèle. Les copies gravées d'après "La Mort de la Vierge de Martin Schongauer" », Les Cahiers d'Histoire de l'Art,‎ 2020, p. 18-33 (ISSN 1763-0894).